# Hans Zischler
Hans Zischler (* 1957) ist ein deutscher Biologe und seit 2002 Professor am Institut für Anthropologie und war von 2010 bis 2017 Dekan des Fachbereichs Biologie an der Johannes Gutenberg-Universität Mainz.

## Werdegang
Nach einem Biologiestudium in Hohenheim und Tübingen wurde Zischler 1991 am Max-Planck-Institut für Psychiatrie promoviert. Seine Dissertation beschäftigte sich mit der Analyse genetischer Individualität. Danach arbeitete er am Max-Planck-Institut für Psychiatrie und der Ludwig-Maximilians-Universität München. 1997 wechselte Zischler als Leiter der Arbeitsgruppe Primatengenetik an das Deutsche Primatenzentrum. Seit 2002 ist Zischler Professor für Anthropologie an der Johannes Gutenberg-Universität Mainz. Zischler forschte über die Abstammung der Koboldmakis und beschäftigt sich mit der Analyse von evolutionärer Muster und Prozesse innerhalb der Divergenz nicht humaner Primaten und des Menschen.